# SEX発電
『SEX発電』（セックスはつでん、イタリア語: Conviene far bene l'amore）は、パスクァーレ・フェスタ・カンパニーレ監督による1975年製作のイタリア映画。2037年の未来世界を舞台にした、「イタリア式コメディ」の流れを汲む艶笑コメディである。カンパニーレ自身の執筆による小説の映画化作品。
原題 Conviene far bene l'amore は「愛に励むことには価値がある」といった意味。
日本語での別題は『セックス発電/男女1000人絶頂物語』（セックスはつでん だんじょ100にんぜっちょうものがたり）。

## ストーリー
2037年。すべてのエネルギー資源を使い果たした人類は、中世時代のようにろうそく、薪、馬などを用いて生活していた。ローマでは、科学者たちが必死に新しいエネルギー源を求めて研究をつづけていた。生理学者のノビーリ教授（英語版：コッポラ教授）は偶然、性的興奮を電気エネルギーに変換する装置を開発した。教授たちの性的能力ではうまく装置が動かなかったため、実証のための格好の実験台として、教授はローマ一の性豪・ダニエレと、ローマ一奔放なために8人の子持ちになったフランチェスカを選び出す。教授は2人に軽い交通事故を仕掛け、ニセのギプスを巻いて外科医院の同じ病室に閉じ込め、不倫を誘発した。病室には大掛かりな発電装置が仕掛けられていたが、2人は事情を知らぬままだった。実験は成功し、病院周辺の街灯を照らすことができた。怪我が癒えたとして解放された2人は、心惹かれるままに別れた。
病院周辺の街灯が光ったことを不審に感じた政府は識者を集めて教授を呼び出し、ことの真相をただす。教授は「セックス発電」装置の開発成功を明かし、一笑に付されるが、「クリーンで地球に優しく、かつ効率的で、明らかに楽しくもあるという、きわめて平和なエネルギーだ」と告げる。かつての文明の繁栄を取り戻すためには、誰もが七つの大罪のうちの「色欲の罪」を犯す必要があったことから、同席したローマ教区司祭が難色を示すが、教授は「大罪はあと6つも残っているではないですか。新しい哲学と道徳の大系を作ればいいのです」と訴える。
ベッドに組み込む簡易の発電機と充電池の開発にも成功した教授は、地元のホテルの協力を得て、さまざまなデータを収集した。自慰、いわゆる性的倒錯、売買春といったような、他者への愛に乏しい性行為であればあるほど多くの電力を得られることが判明する。イタリアは世界に先んじて、実用化に向けた一歩を踏み出そうとしたものの、ホテルにスパイが侵入し、発電装置の一式が奪われる。スパイが逃亡に用いる電気機関車の急速充電のため、ダニエレとフランチェスカも拉致され、そこですべての真相を知る。電気機関車が運転可能になったことで、2人は解放される。
スパイのためにセックス発電の技術は世界じゅうに流出し、すべての国がかつての文明を取り戻した。それに合わせて人類の社会通念や慣習は以下のように一変した。
- エネルギーの持続化のため、常に性的刺激を得ることが推奨された。テレビ局の出演者はすべてヌードになった。アダルトグッズショップは大規模化し、コンシェルジュやその場で試用するためのベッドを備えた店構えに変化した。
- 多くの電力を要する工場などでの発電要員には、特別に食料が供給された。
- 不倫が推奨され、精神的恋愛が禁じられた。性行為なしに物品を送り合ったり、愛の言葉をささやき合ったりすることは発見され次第取り締まられ、厳しく罰せられた。

順調だったセックス発電の電力量は、あるときから減少の一途をたどった。セックスの相性がよかった者同士には自然と愛情が芽生え、セックスなしにコミュニケーションをとることを好むようになる傾向があったのに加え、人々は愛のないセックスを強いられつづけることに嫌気が差し、純粋な愛情を求めるようになっていたからである。そんな中、ノーベル賞を受賞した教授の祝賀パーティに、ダニエレ夫妻やフランチェスカ夫妻も招待される。再会したダニエレとフランチェスカは物陰で「非合法」となった愛を誓い合うが、そこにフランチェスカの夫が教授を連れて現れたので、あわてて服を脱ぎ、セックスを始める。その様子を見た教授は「この発電には未来がない。禁じられたことだけをしたがるなんて、なんと人間は愚かなのだろう」と思い、哄笑する。

## キャスト
- ジジ・プロイエッティ：エンリコ・ノビーリ教授（コッポラ教授）
- アゴスティーナ・ベッリ（イタリア語版）：フランチェスカ・デ・レンツィ
- エレオノーラ・ジョルジ（イタリア語版）：ピエラ（教授の助手）
- クリスチャン・デ・シーカ（イタリア語版）：ダニエレ・ヴェンチュローリ
- マリオ・スカッチャ（イタリア語版）：アルベロニ教区司祭
- アドリアーナ・アスティ（イタリア語版）：イレーネ・ノビーリ（教授の妻）
- フランコ・アゴスティーニ（イタリア語版）：スピーナ博士（教授の助手）
- クイント・パルメッジャーニ（イタリア語版）：デ・レンツィ教授（フランチェスカの夫）
- ジノ・ペルニチェ（イタリア語版）：ビーニ博士（教授の助手）
- マリオ・ピスー（イタリア語版）：大臣
- モニカ・ストレベル（イタリア語版）：アンジェラ（教授の助手）
- フランコ・アングリザーノ（イタリア語版）：ホテル支配人
- アルマンド・バンディーニ（イタリア語版）：骨董商
- ロベルト・アントネッリ（イタリア語版）
- オレステ・リオネッロ（イタリア語版）：自動車狂
- エンツォ・マッジオ（イタリア語版）：ガブリエレ教授
- マリオ・マランツァーナ（イタリア語版）：将軍
- ロレダーナ・マルティネス（イタリア語版）：ダニエレの妻
- サルヴァトーレ・パンティッロ（イタリア語版）：デマルキス教授
- エンツォ・ロブッティ（イタリア語版）：マティス
- ジョン・カールセン（英語版）：スパイ
- アルド・レジアーニ（イタリア語版）
- ピエトロ・トルディ（イタリア語版）
- エットーレ・カロリーニ
- プーポ・デ・ルカ
- レオ・フラッソ
- アルド・レンディーネ
- トム・フェルジー

## スタッフ
- プロデューサー : シルヴィオ・クレメンテッリ
- 監督 : パスクァーレ・フェスタ・カンパニーレ
- 原作 : パスクァーレ・フェスタ・カンパニーレ（同名の小説、1975年）
- 脚本 : パスクァーレ・フェスタ・カンパニーレ、オッタヴィオ・イェンマ
- 撮影 : フランコ・ディ・ジャコモ（イタリア語版）
- 美術・衣裳 : エツィオ・アルティエリ（イタリア語版）
- 編集 : セルジオ・モンタナーリ（イタリア語版）
- 音楽 : フレッド・ボングスト（イタリア語版）
- 助監督 : ネリ・パレンティ（イタリア語版）
- 製作会社 : クレシ・チネマトグラフィカ（ローマ）
- 配給会社 : ティタヌス（ローマ）

## 製作
1957年、初めて出版された自伝的小説『祖母サベッラ』 La nonna Sabella がディーノ・リージ監督によって映画化され、1950年代後半から1960年代にかけて、リージ、マウロ・ボロニーニ、ルイジ・ザンパ、ルキノ・ヴィスコンティといった監督のシナリオを脚本家マッシモ・フランチオーザと組んで量産し、『つかの間の恋心』（共同監督マッシモ・フランチオーザ）で監督としてデビューしたパスクァーレ・フェスタ・カンパニーレが、ふたたび書き始めた自らの小説の映画化作品である。
プロデュースをしたシルヴィオ・クレメンテッリはカンパニーレの処女小説『祖母サベッラ』を発見し、リージに演出させて映画化したプロデューサーであり、当時在籍したティタヌス社でリージ作品を多く手がけ、その際にはカンパニーレを脚本家に起用した。1966年に独立して設立した映画製作会社「クレシ・チネマトグラフィカ」での第一回作品はカンパニーレ監督、カトリーヌ・スパーク主演のコメディ映画『結婚戦争』（1966年、日本未公開）であった。以降、カンパニーレはクレシ社の主力作家となり、スパーク主演『女性上位時代』（1968年）、ラウラ・アントネッリ主演『クロツグミの男』（1971年、日本未公開）とヒットを放ったが、本作は同社でのカンパニーレの最後の作品となった。
共同脚本に参加したオッタヴィオ・イェンマは、ルチオ・フルチ監督のデビュー作『盗賊たち』（1959年）で脚本家デビュー、カンパニーレとの共同作業は、『女性上位時代』（1969年）以来たった6年で立て続けに6作目になる。
撮影監督のフランコ・ディ・ジャコモは、ロベルト・ロッセリーニ監督の『ヴァニーナ・ヴァニーニ』（1961年）でルチアーノ・トラザッティ、ピエル・パオロ・パゾリーニ監督の『大きな鳥と小さな鳥』（1966年）ではトニーノ・デリ・コリといった撮影監督の助手をつとめ、その後、ベルナルド・ベルトルッチ監督の『暗殺のオペラ』（1969年）やダミアーノ・ダミアーニ監督の『シシリアの恋人』（1970年）を撮影監督として手がけたのちに、本作に臨んだ。美術・衣裳は、カンパニーレ監督の『クロツグミの男』やディーノ・リージ監督の『俺はフォトジェニック』のエツィオ・アルティエリである。
本作の音楽のスコアを書いた作曲のフレッド・ボングストは、もともとはイタリアを代表するカンツォーネ歌手であるが、1960年代以降、カンパニーレ作品を中心に、アルベルト・ラットゥアーダ、ディーノ・リージといった監督の作品のために、多くの映画音楽を手がけている。

### 海外公開・ビデオグラム
英語タイトルは Love and Energy か、The Sex Machine （両方共に、配給シーモア・ボード・アンド・アソシエイツ社）であった。
日本での劇場公開時（1982年）には配給のヘラルド映画により『SEX発電』の邦題がつけられた。地方では二本立てで上映されたとされ、併映作は同年7月3日に公開された『ブレードランナー』、または同年7月31日公開の『マニアック』（ウィリアム・ラスティグ監督）であったとする説がある。
徳間ジャパンによるVHSビデオ発売時に、タイトルが『セックス発電/男女1000人絶頂物語』に改められた。映画公開時には後半25分をオミットした81分版で公開されていたが、ビデオ発売時にオリジナルに近い106分が収録された。
1975年、原題と同名の原作が英語ほかに翻訳され、各国で刊行された。日本では『オルゴン・ボックス SFセックス・エネルギー計画』（千種堅訳）として『月刊プレイボーイ』での連載後、集英社から単行本（1978年、現在絶版）が刊行されている。
イタリアではDVD発売の際に題が Conviene fare bene l'amore に変更された。日本では2016年3月30日にオルスタックソフト販売からDVDが発売された（ORS-7178）。その際、題はふたたび『SEX発電』に戻されている。